# Stepping Out
Stepping Out ist ein kanadisch-US-amerikanischer Spielfilm aus dem Jahre 1991.

## Handlung
Mavis Turner ist ein ehemaliger Broadwaystar, der in der Provinz Amateurtänzer auf eine Benefizshow vorbereiten soll. Der Film erzählt die alltäglichen Probleme der einzelnen Amateurtänzer, die sich mit Mühe der Probenarbeit am Stepptanz unterziehen und letztendlich eine ansprechende Leistung auf die Bühne zaubern. Für Mavis Turner, die ein Kind von einem Rockstar erwartet, ist die Arbeit wiederum dankbare Ablenkung von ihren eigenen Problemen.

## Hintergrund
Der Film sollte eigentlich im April 1991 in den Kinos anlaufen, als Minnellis Bühnenprogramm Liza Stepping Out at Radio City Music Hall startete, doch aufgrund interner Personalwechsel im Filmstudio Paramount Pictures verzögerte sich die Premiere. Dem Filmprojekt blieb trotz guter Kritiken der kommerzielle Erfolg verwehrt, weil Paramount Stepping Out an nur sieben amerikanische Kinoketten verlieh. Studiopräsident Stanley R. Jaffe begründete diese Entscheidung durch das fehlende Vertrauen ins Publikum. Es sei nicht ausreichend interessiert an dem Streifen, um daraus einen Filmhit zu machen. Kritiker Clive Barnes lobte die „wunderbare, glänzende“ Minnelli und die New York Daily News fand, es sei „schön, sie wiederzusehen“. Der Film gilt als bislang letzter mit Liza Minnelli als Protagonistin innerhalb ihrer Filmkarriere.

## Kritiken
- Lexikon des internationalen Films: Kein Musical, sondern eher eine "Seifenoper" mit Tanzeinlagen, in der sich alle Probleme der Welt auf sieben Personen verlagern. Dadurch zwar schematisch, aber in der Zeichnung der Charaktere durchaus einfühlsam. Vor allem Liza Minnelli vermittelt eine fesselnde Aura unaufdringlicher Professionalität.[2]

## Auszeichnungen
1992 wurde Julie Walters als beste Nebendarstellerin beim BAFTA Award nominiert.